# تسوو (استان اشوی‌داشکسیه)
تسوو (به لهستانی: Cło) یک منطقهٔ مسکونی در لهستان است که در گمینا کاژمیژا ویلکا واقع شده‌است.